# Wieża śrutowa

Schemat produkcji śrutu w wieży śrutowej

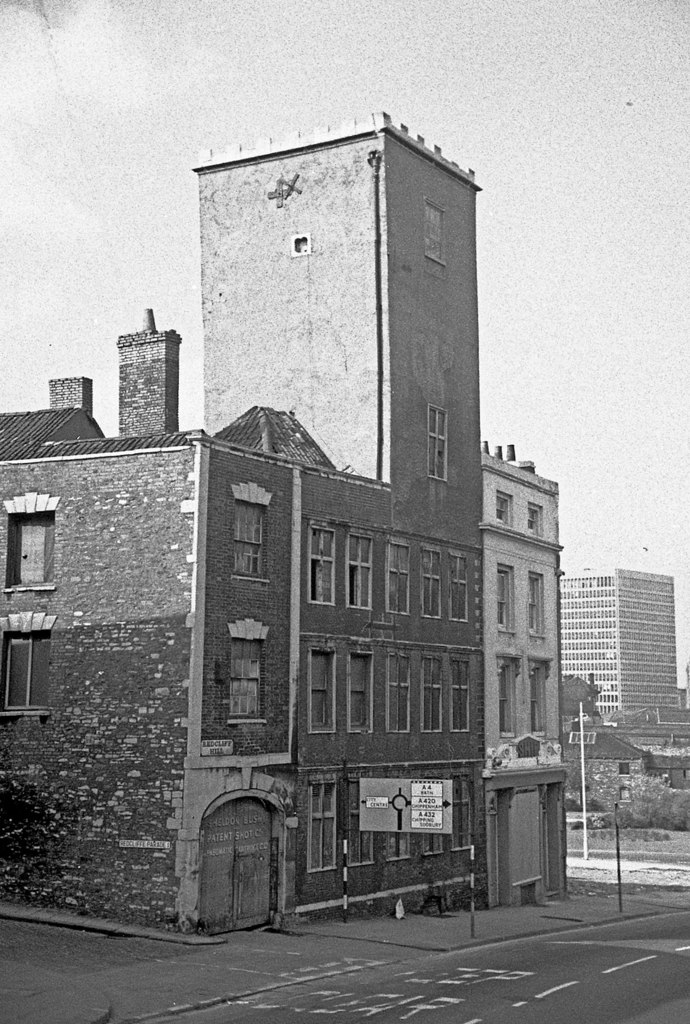
Pierwsza wieża śrutowa wybudowana w Bristolu przez Williama Wattsa (wyburzona w 1968)

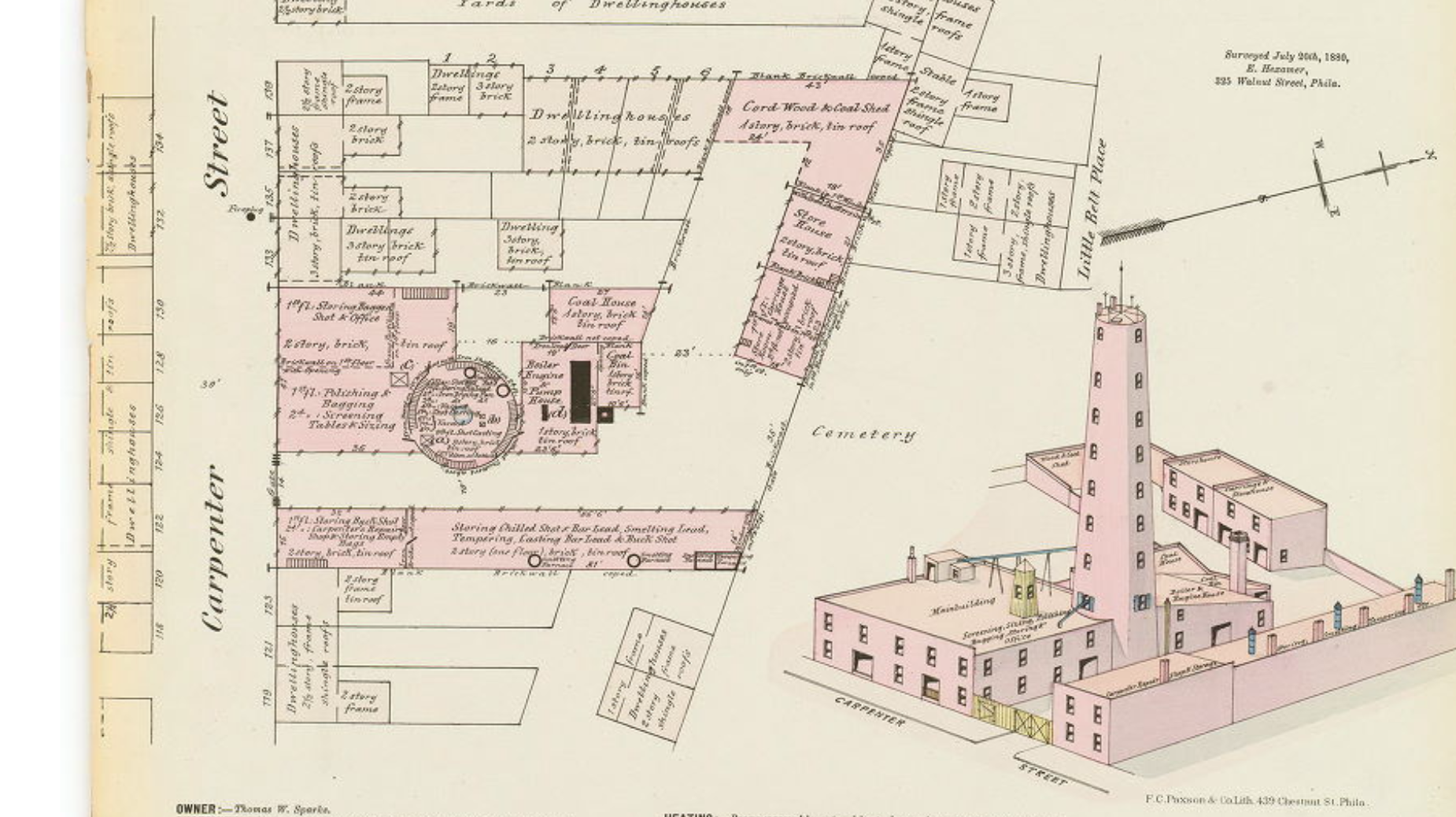
Rysunek wieży śrutowej Sparks Shot Tower w Filadelfii z 1880

Wieża śrutowa – wieża, najczęściej murowana, wybudowana w celu produkcji śrutu ołowianego metodą opatentowaną w 1782 przez Williama Wattsa, hydraulika z Bristolu. Na szczycie wieży umieszczone były piece do topienia ołowiu i sita, a na dole zbiornik z wodą lub innym chłodziwem, do którego wpadał śrut.

## Metoda produkcji
Jedną z metod produkcji śrutu było lanie roztopionego ołowiu na sito umieszczone nad beczką z wodą. Otrzymywany śrut o dość nieregularnych kształtach był następnie segregowany na sitach o coraz mniejszych oczkach. Opatentowana w 1782 przez Williama Wattsa metoda produkcji śrutu była udoskonaleniem tego procesu. Głównym pomysłem Wattsa było znaczne zwiększenie wysokości, na której znajdowały się sita, a tym samym wydłużenie drogi spadania ołowianych kropel. Do ołowiu dokładano dodatki mające wpływ na napięcie powierzchniowe roztopionego ołowiu, co w efekcie sprawiało, że krople spadając nabierały kulistego kształtu. W czasie dłuższego spadania krople zastygały, a znajdująca się na dole w zbiorniku woda miała za cel przede wszystkim amortyzować upadek śrucin co zapobiegało ich deformacji.
Pod koniec lat 70. XVIII w. Watts nadbudował swój dom i jednocześnie pogłębił piwnice tworząc pierwszą wieżę do produkcji śrutu o wysokości 27 m (przy Redcliffe Hill w Bristolu). Wieża używana była do produkcji śrutu aż do 1968 roku, kiedy to ówczesny jej właściciel Sheldon, Bush and Patent Shot Company zdecydował o przeniesieniu produkcji do nowej wieży (Cheese Lane Shot Tower). W tym samym roku wieża śrutowa przy Redcliffe Hill została wyburzona.
Do produkcji śrutu budowane były wysokie wieże z umieszczonymi na szczycie piecami do topienia ołowiu i sitami oraz zbiornikami z wodą (w późniejszym okresie również z innymi rodzajami chłodziwa, np. olejem). W połowie XIX wieku opracowano metodę produkcji śrutu nie wymagającą dużych wysokości (metoda Bliemeistera). Metoda opracowana przez Wattsa była powszechnie stosowana jeszcze w połowie XX wieku. Około 1980 roku rozpoczął się proces wycofywania z użycia, ze względów ekologicznych, śrutu ołowianego, na rzecz śrutu stalowego, który powstaje w innym procesie produkcyjnym. Sporadycznie stosuje się tę metodę również współcześnie np. do produkcji proszków ołowianych.

## Wieże śrutowe
Metoda produkcji śrutu w wieżach śrutowych szybko się rozpowszechniła, już w końcu XVIII wieku zaczęły powstawać wieże śrutowe w Londynie, następnie kolejne w całej Europie. W Stanach Zjednoczonych budowę wież rozpoczęto po 1808 roku, kiedy to prezydent Thomas Jefferson wprowadził embargo na handel zagraniczny.
Wieże budowane były w różnych kształtach – murowane, na planie kwadratu, koła lub wieloboku. Z czasem pojawiły się wieże o konstrukcji stalowej (np. Colwell Tower w Nowym Jorku). Za najwyższą wybudowaną wieżę śrutową uważa się wieżę w Baltimore (ok. 70 m).
Budowa wieży śrutowej była droga, podejmowano zatem próby wprowadzania produkcji śrutu do istniejących wież (np. adaptacja wieży wodnej w Katowicach-Szopienicach czy wieży Saint Jacques w Paryżu). Do produkcji śrutu metodą Wattsa wykorzystywano również nieczynne szyby kopalniane czy nawet studnie.
| zdjęcie | państwo           | miejscowość | rok budowy | nazwa                                      | uwagi |
| --- | ----------------- | ----------- | ---------- | ------------------------------------------ | --- |
| Wysoka, wąska, ceglana wieża śrutowa widoczna zza białych budynków. | Belgia            | Bruksela    | 1885       |                                            | |
| Wysoka, ceglana wieża śrutowa w kształcie prostopadłościanu, stojąca w ciągu białych budynków. Wieża jest wysoka, posiada elementy ozdobne, takie jak okna (częściowo zamurowane), na jej szczyt prowadzi drabina. Szczyt wieży z jednej strony wystaje poza jej podstawę.                             | Łotwa             | Dyneburg    | 1885       |                                            | jedyna w Europie czynna wieża śrutowa                                                                     |
| Ceglana wieża śrutowa w kształcie prostopadłościanu, nadbudowana na dachu żółtej kamienicy. Na podstawie wieży widoczne jest graffiti. | Niemcy            | Berlin      | 1908       |                                            | |
| Wolnostojąca wieża ciśnień, w której dawniej produkowano śrut. Zbudowana w stylu secesyjno-modernistycznym, na jej szczycie charakterystyczny szpikulec w stylu pruskiej "pikelhauby". Na pierwszym planie widać pole i zielone drzewa, w tle błękitnie niebo.                                         | Polska            | Katowice    | 1911-12    | Wieża wodna przy ul. Korczaka w Katowicach | wieża ciśnień, w latach 60. XX wieku produkowano w niej śrut metodą Wattsa                                |
| Wolnostojąca, ceglana wieża śrutowa, w kształcie zwężającego się ku górze prostopadłościanu. Na każdej ścianie widać 7 okien ułożonych jedno pod drugim. Dolna część wieży obłożona jest szarobrązowym kamieniem, górna czerwoną cegłą. W tle widać budynki przemysłowe.                               | Stany Zjednoczone | Dubuque     | 1856       | The George W. Rogers Company Shot Tower    | |
| Betonowa wieża śrutowa o nieregularnym kształcie, stojąca na dachu trzypiętrowego budynku biurowego z kolorowymi oknami. Budynek stoi w porcie, przy skraju rzeki, w sąsiedztwie innych budynków. Dookoła górnej, okrągłej części wieży przechodzi rząd okien, wzdłuż wieży rozciągnięta jest reklama. | Wielka Brytania   | Bristol     | 1969       | Cheese Lane Shot Tower                     | zastąpiła pierwszą wieżę śrutową wybudowaną przez Williama Wattsa (Redcliffe Shot Tower) wyburzoną w 1968 |
| Zza ceglanych budynków przemysłowych widać ceglaną wieżę śrutową w kształcie walca zwężającego się ku górze. Na wieży nieliczne okna, na jej szczycie zamontowane anteny. Na pierwszym planie rzeka, w której odbijają się budynki i wieża.                                                            | Wielka Brytania   | Boughton    |            | Chester Shot Tower                         | |